# Булас Теодор
Булас Теодор (псевдо: «Балай», «Бень») (6 березня 1913, с. Вілька Горинецька, Любачівського повіту Австро-Угорщини (тепер в гміні Горинець-Здруй Любачівського повіту Підкарпатського воєводства Польщі) — 11 червня 1946, с. Старе Село, (тепер в гміні Олешичі) — військовий діяч, сотник УПА, командир сотні «Месники-3» куреня «Месники» ТВ-27 «Бастіон» Військової округи-6 «Сян» групи УПА-Захід.

## Біографія
Теодор Булас народився 6 березня 1913 року в селі Вілька Горинецька Любачівського повіту Австро-Угорщини (тепер в гміні Горинець-Здруй Любачівського повіту Підкарпатського воєводства Польщі).Закінчив 6 класів початкової школи. Землероб.
У 1933-1934 роках служив в польській армії, закінчив підстаршинську школу.
у 1941-1944 роках служив в Українській допоміжній поліції.

## Боротьба в лавах УПА
В квітні 1944 року після організації повстанської сотні під командуванням Івана Шпонтака (псевда «Залізняк», «Дубровик», «Остап», «Леміш»), призначений командиром 2-ї чоти.
Восени 1944 року, після реорганізації сотні «Залізняка» в курінь УПА «Месники», призначений командиром чоти в сотню «Месники-2».
В квітні 1945 року призначений командиром новоствореної сотні «Месники-3».

## Останній бій
Загинув у бою з солдатами Війська Польського біля Старого Села (тепер в гміні Олешичі). Поранений, щоб не попасти живим у руки ворога, підірвав себе гранатою. Похований у лісі біля присілка Щебивовки с. Сурмачівка Ярославського повіту (тепер в гміні В'язівниця Ярославського повіту Підкарпатського воєводства) Польщі.